# Десна (Вигоницький район)
Десна (рос. Десна) — селище в Вигоницькому районі Брянської області Російської Федерації.
Населення становить 344 особи. Входить до складу муніципального утворення Сосновське сільське поселення.

## Історія
Від 2005 року входить до складу муніципального утворення Сосновське сільське поселення.

## Населення
| 2010 | 2013 |
| ---- | ---- |
| 344  | →344 |